# Campionato messicano di calcio
Il campionato di calcio messicano è posto sotto l'egida della Federazione calcistica del Messico e consiste attualmente di quattro livelli.

## Struttura
| Livello | Divisioni                                                                 |
| ------- | ------------------------------------------------------------------------- |
| 1       | Liga MX 18 squadre                                                        |
| 2       | Liga de Expansión MX 16 squadre                                           |
| 3       | Liga Premier - Serie A de México 28 squadre (in due gironi da 14 squadre) |
| 4       | Liga TDP 195 squadre                                                      |